# 雷姆森 (紐約州村)
雷姆森（英語：Remsen）是位於美國紐約州奧奈達縣的村。

## 人口
根據2020年美國人口普查的數據，雷姆森的面積為0.96平方千米，皆為陸地。當地共有人口431人，而人口密度為每平方千米449人。